# Budova OBSE (Priština)
Budova OBSE v Prištině se nachází na rohu ulic Fehmi Agani a Migjeni, západně od středu kosovské metropole. Jedná se o první moderní výškovou kancelářskou budovu v Prištině.[zdroj?]
Nápadně rozčleněná budova vyniká především díky prosklené rozčleněné fasádě, která je rozdělena na spodní část (tři patra) a horní (tři patra) a jedno dělicí patro. Nápadné je také průčelí, v horní části zakončené střechou opisující čtvrtinu kruhu.

## Historie
Devítipatrová výšková budova byla vybudována v polovině 80. let 20. století pro potřeby banky Ljubljanska Banka, která investovala do značné míry rozvoj řady projektů na území Kosova. Sloužila pro její pobočku s názvem Basic Bank Prishtina.
Od roku 1998 budova sloužila pro misi OBSE, později byla zamýšlena jako možné sídlo pro kosovského ombudsmana.